# Chris Gauthier
Christopher "Chris" Gauthier, född 27 januari 1976 i Luton, Bedfordshire, död 23 februari 2024, var en brittisk-kanadensisk skådespelare. Gauthier var känd som skådespelare i filmer och TV-serier som Eureka, Harper's Island, Freddy vs. Jason, Watchmen, Once Upon a Time och Kyle XY. Han var gift och hade två barn och bodde till sin död i Vancouver.

## Filmografi (i urval)
- 40 Days and 40 Nights (2002)
- Freddy vs. Jason (2003)
- The Butterfly Effect 2 (2006)
- Watchmen (2009)
- Iron Invader (2011)
- Hector and the Search for Happiness (2014)